# Recopa Sudamericana 1994
La Recopa Sudamericana 1994 è stata la sesta edizione della Recopa Sudamericana; in questa occasione a contendersi la coppa furono il vincitore della Coppa Libertadores 1993 e il vincitore della Coppa CONMEBOL 1993, poiché il San Paolo aveva vinto sia la Libertadores che la Supercoppa Sudamericana 1993.

## Tabellino
| Arbitro: | Juan Francisco Escobar Valdez |

| |            | |
| Leonardo 12’ Guilherme 73’ Euller 87’ | Marcatori  | 68’ (rig.) Roberto Cavalo |
| · Zetti · Vítor · Júnior Baiano · Válber · André Luiz Moreira · 88’ Cafu · Doriva · 59’ Palhinha · Leonardo · Euller · Guilherme · 59’ Juninho Paulista · 88’ Axel | Formazioni | · Wágner · Perivaldo · André dos Santos Silva · Wilson Gottardo · Eduardo · Fabiano 46’ · Márcio · Roberto Cavalo · Grizzo 77’ · Túlio · Sérgio Manoel · Róbson 46’ · Marcelo Carioca 77’ |
| Telê Santana | Allenatori | Dé |